# Suore benedettine di Santa Lioba
Le Suore benedettine di Santa Lioba (in tedesco Benediktinerinnen von der heiligen Lioba o anche Liobaschwestern) sono una federazione di suore benedettine. 

## Storia

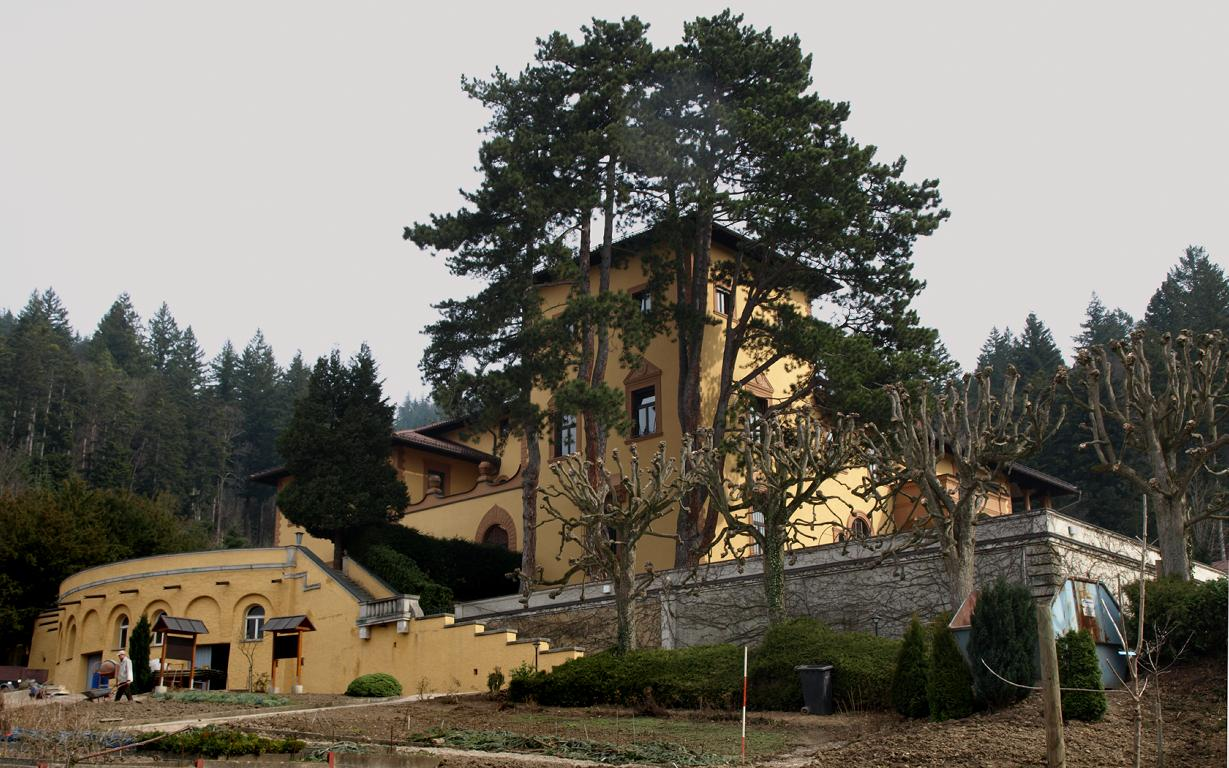
Il monastero di Santa Lioba a Günterstal (Friburgo in Brisgovia)

Le origini della federazione risalgono al 1920, quando in autunno alcune donne si riunirono in un edificio in Hansastraße 4 a Friburgo in Brisgovia, su impulso di Maria Föhrenbach, testimone delle condizioni di vita difficili in 
cui vissero le famiglie a causa della guerra, Elisabeth Steinbacher (1876-1932) e Liselotte Wulff (1896-1961).
Il 23 agosto 1921 la Santa Sede respinse gli statuti redatti per la fondazione della congregazione; quindi, in seguito all'approvazione dell'arcivescovo Karl Fritz, la comunità cominciò ad essere attiva in forma di associazione laica, con il nome di St. Lioba e.V.
Le suore si distinsero per aver combinato lo stile di vita benedettino all'attività pastorale e caritativa, con il patrocinio di Lioba di Tauberbischofsheim. Nel 1922 ottennero lo status di oblate e il 21 marzo del 1927, ricevuto il riconoscimento dal diritto canonico, nacque la Congregazione delle Suore benedettine di Santa Lioba.
L'ordine fu riorganizzato dopo l'elevazione a priorati dei rami di Namur e Copenaghen, e si trasformò nella federazione odierna di conventi indipendenti nel 1969 (Föderation der Benediktinerinnen der heiligen Lioba in tedesco).

## Attività e diffusione
Dalla loro fondazione, le suore si sono dedicate alla pastorale, all'assistenza infermieristica e geriatrica, all'istruzione e alla formazione professionale. 
Sono attive in Germania, Danimarca (dal 1935), India (dal 1975) e Austria; la sede generalizia è a Friburgo in Brisgovia. In passato sono state attive anche in Romania e Belgio.